# IC 5374
IC 5374 је спирална галаксија у сазвјежђу Рибе која се налази на листи објеката дубоког неба у Индекс каталогу.
Деклинација објекта је + 4° 30' 0" а ректасцензија 0h 1m 4,6s. Привидна величина (магнитуда) објекта IC 5374 износи 14,5 а фотографска магнитуда 15,3. IC 5374 је још познат и под ознакама MCG 1-1-10, CGCG 408-8, KCPG 601A, PGC 79.